# SN 2007br
SN 2007br – supernowa typu Ib odkryta 4 kwietnia 2007 roku w galaktyce A111539-0422. W momencie odkrycia miała maksymalną jasność 19,50m.